# Estadismo e Anarquia
Estatismo e Anarquia (em russo: Государственность и анархия, Gosudarstvennost' i anarkhiia, literalmente "Estado e Anarquia") foi a última obra do anarquista russo Mikhail Bakunin. Escrito no verão de 1873, os temas principais da obra são o provável impacto da guerra franco-prussiana e da ascensão do Império Alemão sobre a Europa, a visão de Bakunin sobre as fraquezas da posição marxista e uma afirmação do anarquismo. Estatismo e Anarquia foi a única das principais obras anarquistas de Bakunin a ser escrita em russo e foi principalmente destinada a um público russo, com uma tiragem inicial de 1.200 cópias impressas na Suíça e contrabandeadas para a Rússia.

Marshall Shatz escreve que Estatismo e a Anarquia "ajudou a lançar as bases de um movimento anarquista russo como uma corrente separada dentro da corrente revolucionária".[1]